# Zlatý míč 2007
Zlatý míč, cenu pro nejlepšího fotbalistu světa dle mezinárodního panelu sportovních novinářů, v roce 2007 získal brazilský fotbalista Kaká.

## Pořadí

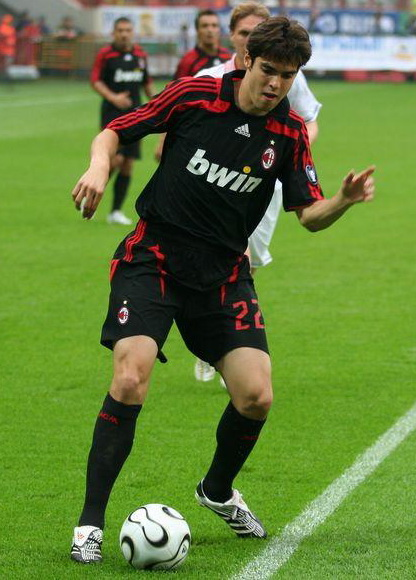
Kaká v AC Milán, 2007

| Pořadí | Hráč                | Reprezentace      | Kluby                                  | Body |
| ------ | ------------------- | ----------------- | -------------------------------------- | ---- |
| 1      | Kaká                | Brazílie          | AC Milan                               | 444  |
| 2      | Cristiano Ronaldo   | Portugalsko       | Manchester United                      | 277  |
| 3      | Lionel Messi        | Argentina         | Barcelona                              | 255  |
| 4      | Didier Drogba       | Pobřeží slonoviny | Chelsea FC                             | 108  |
| 5      | Andrea Pirlo        | Itálie            | AC Milan                               | 41   |
| 6      | Ruud van Nistelrooy | Nizozemsko        | Real Madrid                            | 39   |
| 7      | Zlatan Ibrahimović  | Švédsko           | Inter Milán                            | 31   |
| 8      | Cesc Fàbregas       | Španělsko         | Arsenal FC                             | 27   |
| 9      | Robinho             | Brazílie          | Real Madrid                            | 24   |
| 10     | Francesco Totti     | Itálie            | Roma                                   | 20   |
| 11     | Frédéric Kanouté    | Mali              | Sevilla FC                             | 19   |
| 12     | Ronaldinho          | Brazílie          | FC Barcelona                           | 18   |
| 13     | Steven Gerrard      | Anglie            | Liverpool FC                           | 17   |
| 14     | Juan Román Riquelme | Argentina         | Villarreal / Boca Juniors              | 15   |
| 15     | Dani Alves          | Brazílie          | Sevilla FC                             | 14   |
| 16     | Filippo Inzaghi     | Itálie            | AC Milan                               | 12   |
| 17     | Franck Ribéry       | Francie           | Marseille / Bayern Mnichov             | 10   |
| 18     | Paolo Maldini       | Itálie            | AC Milan                               | 8    |
| 19     | Gianluigi Buffon    | Itálie            | Juventus FC                            | 7    |
| 19     | Petr Čech           | Česko             | Chelsea FC                             | 7    |
| 19     | Gennaro Gattuso     | Itálie            | AC Milan                               | 7    |
| 19     | Thierry Henry       | Francie           | Arsenal FC / FC Barcelona              | 7    |
| 19     | Clarence Seedorf    | Nizozemsko        | AC Milan                               | 7    |
| 24     | Fabio Cannavaro     | Itálie            | Real Madrid                            | 5    |
| 24     | Michael Essien      | Ghana             | Chelsea FC                             | 5    |
| 26     | Wayne Rooney        | Anglie            | Manchester United                      | 4    |
| 27     | Iker Casillas       | Španělsko         | Real Madrid                            | 3    |
| 27     | Rogério Ceni        | Brazílie          | São Paulo FC                           | 3    |
| 29     | Younis Mahmoud      | Irák              | Al-Gharafa                             | 2    |
| 30     | Dimitar Berbatov    | Bulharsko         | Tottenham Hotspur                      | 1    |
| 30     | Samuel Eto'o        | Kamerun           | FC Barcelona                           | 1    |
| 30     | Ryan Giggs          | Wales             | Manchester United                      | 1    |
| 30     | Carlos Tévez        | Argentina         | West Ham United FC / Manchester United | 1    |
| 30     | Robin van Persie    | Nizozemsko        | Arsenal                                | 1    |

Následující fotbalisté neobdrželi žádný hlas:
- Éric Abidal (Olympique Lyonnais / Barcelona), Florent Malouda (Olympique Lyonnais / Chelsea FC)
- David Beckham (Real Madrid / Los Angeles Galaxy), Paul Scholes (Manchester United)
- Deco (FC Barcelona), Ricardo Quaresma (FC Porto)
- Mahamadou Diarra (Real Madrid)
- Diego (SV Werder Bremen)
- Miroslav Klose (SV Werder Bremen / Bayern Mnichov)
- Šunsuke Nakamura (Celtic FC)
- Raúl (Real Madrid), Fernando Torres (Atlético Madrid / Liverpool FC), David Villa (Valencia CF)
- Luca Toni (ACF Fiorentina / Bayern Mnichov)
- Kolo Touré (Arsenal FC)